# Dorothy Hale
Dorothy Hale (Pittsburgh, Pensilvania, 11 de enero de 1905-Nueva York, Nueva York, 21 de octubre de 1938) fue una socialite estadounidense y aspirante a actriz que se suicidó saltando al vacío desde un edificio en Nueva York. La pintora Frida Kahlo realizó un cuadro retratando su muerte titulado The Suicide of Dorothy Hale.

## Biografía
Hale nació con el nombre de Dorothy Donovan en Pittsburgh (Pensilvania, EE. UU.). En 1919, después de asistir a un convento y a una escuela de arte dramático, dejó su casa para seguir una carrera. Su familia contrató a detectives para encontrarla, pero finalmente regresó cuando sus ahorros se agotaron. Con la ayuda de amigos, consiguió un trabajo en un coro de Broadway en la producción titulada Lady, Be Good.

## Carrera
Sus trabajos se limitaron a varias temporadas en las sociedades anónimas y algunos trabajos como bailarina y chica Ziegfeld. En 1934 actuó en el drama The Rise of Catherine the Great, en el que se retrataba la vida de Catalina de Rusia, interpretando el personaje secundario de la Condesa Olga. Junto a ella trabajaron también Elisabeth Bergner, Douglas Fairbanks Jr., Flora Robson y Gerald du Maurier.
En el verano de 1935, Hale y su amiga Rosamond Pinchot, otra socialite neoyorquina y aspirante a actriz, trabajaron en el film Abide with Me, un drama psicológico escrito por su amiga Clare Boothe Luce. Aunque las tres amigas disfrutaron de la experiencia enormemente, la obra fue criticada y paso sin pena ni gloria. Pinchot se quitó la vida intoxicándose con monóxido de carbono en enero de 1938.

## Vida privada
Mientras que ella estudiaba escultura en París, se casó con un corredor de bolsa millonario llamado Gaillard Thomas, hijo del conocido ginecólogo T. Gaillard Thomas, el breve matrimonio terminó en divorcio. Tiempo después se casó con Gardner Hale (1894–1931), en 1927. Gardner era un respetado retratista y muralista al fresco, y Dorothy pudo así moverse en los círculos sociales más creativos y costosos de la época. Durante este período en la costa oeste socializa con los artistas Miguel Covarrubias, Rosa Rolanda, Frida Kahlo y el fotógrafo Nickolas Muray. En diciembre de 1931 Gardner Hale, murió en Santa María, California, cuando su vehículo se despeñó por un acantilado de 500 pies.
Hale quedó en graves dificultades económicas que no le permitían sostener su vida en la alta sociedad, por lo que empezó a aceptar la generosidad de amantes adinerados. Tuvo varios desafortunados amantes como Constantin Alajalov, un conocido pintor e ilustrador de Nueva York, el todavía casado Davenport Russell, un escritor en la revista Time, e Isamu Noguchi , un escultor, artista y diseñador con el que viajó a Londres y París.
En 1937, estuvo involucrada en un serio romance con Harry Hopkins, principal asesor del presidente Franklin D. Roosevelt. Anticipando una "boda en la Casa Blanca", se trasladó a Hampshire House, un edificio de apartamentos de 27 pisos en Central Park South, y comenzó a preparar un ajuar, pero Hopkins rompió abruptamente la relación. Rumores posteriores especularon que la causa fue la presión del gabinete presidencial, que no veían con buenos ojos el compromiso.
En 1938, aceptó a otro de sus pretendientes, Bernard Baruch, un hombre mucho mayor que ella, pero la relación no prosperó. Antes le aconsejó a Hale que, con 33 años, ya era demasiado tarde para que su carrera en el cine prosperara y que buscara un marido rico, entregándole 1000 dólares con la instrucción :"... para comprar un vestido lo suficientemente glamuroso para capturar un marido rico".

## Suicidio
Deprimida por su carrera artística inexistente, sus deudas constantes y fracasos amorosos, contempló el suicidio. La noche de su muerte, Hale entretuvo informalmente a unos amigos. Ella les había dicho que estaba planeando un viaje largo y los invitó a una fiesta de despedida. Entre sus invitados especiales estaban la señora Brock Pemberton, el príncipe del Drago de Italia, la pintora Dorothy Swinburne, quien estuvo casada con el almirante Lucas McNamee (Presidente de la Radio McKay and Telegraph Company), y Margaret Caso. Después de la fiesta se fue al teatro con el señor y la señora JP Morgan para ver Stokes' play, de Oscar Wilde.
Después de asistir al teatro, regresó a su casa, un apartamento de una habitación con una pequeña cocina en la planta 16 del Hampshire House. Pasó las siguientes cuatro horas en la máquina de escribir componiendo algunas notas de despedida a sus amigos: una a Baruc, expresando su pesar por no tomar su consejo, y una a su abogado, instruyéndolo en cómo debían ser manejados su patrimonio y el entierro.
A las 05:15 hs del 21 de octubre de 1938, Dorothy Hale se arrojó por la ventana de su apartamento. Fue encontrada luciendo su vestido favorito de terciopelo negro con un ramillete de pequeñas rosas amarillas en el escote, que le regaló Noguchi.
En su entrevista para el libro de Herrera sobre Frida Kahlo, Noguchi diría de Hale:

Ella era una chica muy hermosa, todas las chicas son hermosas. Me fui a Londres con ella en 1933. Bucky (Buckminster Fuller) y yo estuvimos allí la noche antes de que ella lo hiciera. Recuerdo muy bien que había dicho, "Bueno, esto es el final del vodka. Ya no hay más". Al igual que usted sabe. Yo no habría pensado en ello mucho, excepto que después me di cuenta de que eso era de lo que estaba hablando en verdad. Dorothy era muy bonita, y vivía en este mundo tan falso. No quería ser segundo de nadie, y debió pensar que esto se le escapaba de sus manos.

## Homenajes póstumos
La mejor amiga de Hale, Clare Booth Luce, una ferviente admiradora de la artista mexicana Frida Kahlo, casi inmediatamente le encargó a Frida pintar un retrato de "recuerdo", por el que, en palabras de Kahlo: "la vida no debe ser olvidada". Después de haber sido mostrada en marzo en París, la pintura terminada, llegó en agosto de 1939: dicha obra detalla gráficamente cada paso del suicidio de la actriz, en el balcón, cayendo al vacío y muerta en el suelo sobre un charco de sangre. Luce, que se esperaba un retrato convencional idealizado, según sus propias palabras, "casi se desmayó" al verlo; estaba tan ofendida que consideró seriamente destruirla, pero en lugar de eso simplemente dejó la obra bajo el cuidado de Frank Crowninshield, sin ser presentada públicamente hasta décadas más tarde. Ella la acabó donando de forma anónima al Museo de Arte de Phoenix, donde finalmente fue revelada como una donación de Luce. El museo conserva la propiedad, aunque la pintura es frecuentemente presentada como una de las grandes obras de Kahlo en sus exposiciones.
En 2010, el cuadro fue incluido en una "vista panorámica" de la carrera de Noguchi en el On Becoming un Artista: Isamu Noguchi y sus contemporáneos, 1922–1960, exposición en el Museo Noguchi en Long Island City, Queens, Nueva York.
En el teatro se representó una obra titulada The Rise of Dorothy Hale, escrita por Myra Bairstow, que se estrenó en Off-Broadway, en el Teatro de San Lucas el 30 de septiembre de 2007. La obra explora la vida y la muerte de Hale a través del proceso creativo de Frida Kahlo. La obra ha sido comparada con el film Laura dirigida por Otto Preminger en 1944.